# 劉銘欣
劉銘欣（1977年5月2日—），香港新聞工作者。
劉銘欣早年於德望學校就讀，後到加拿大就讀高中和大學課程，1999年於加拿大西門菲莎大學商科學士畢業後，並返回香港任職香港電台中文新聞部記者及主播。2003年加盟銀河衛視新聞台 (無綫收費電視無綫新聞台前身) 受訓，同期主播尚有羅若安、林小珍和林燕玲等。劉銘欣當時日常職責除了無綫新聞台的主播工作及負責培訓主播之工作外，她亦曾兼任無綫電視翡翠台《新聞提要》及間中擔任高清翡翠台《11點財經及新聞報道》之新聞主播，偶爾亦會採訪港聞，並兼顧翡翠台的《天氣報告》環節。
劉銘欣於2008年9月轉投now寬頻電視的新聞台任高級主播 ( 現為副總主播 )。同年年尾開始，她亦先後兼任now財經台節目《環球金融快線》及《交易時段》主持，期間亦於香港大學修讀國際關係碩士課程。
劉銘欣於2010年9月18日結婚，4年後宣佈懷孕，並於2015年5月尾誕下女兒
2023年，由於黃凱迪重返有線新聞台擔任外事部主管，劉銘欣擢升為副總主播，與翁家揚合力管理新聞台及財經台的主播組，成為Now新聞主播組一姐。

## 相關軼事
2007年12月25日，當時仍職有線新聞主播的陳家珍，於其網誌內貼出一張疑似劉銘欣的廣告照，然而，該照片其實是改圖來的，而且與她的性格大不相同。